# 2090-те
2090-те години са деветото десетилетие на XXI век, обхващащо периода от 1 януари 2090 г. до 31 декември 2099 година.